# آرثر بيرس باتلر
آرثر بيرس باتلر (بالإنجليزية: Arthur Pierce Butler)‏ هو مدرس أمريكي، (و. 1866  م).